# Гурванбулаг (Булган)
Гурванбулаг (монг. Гурванбулаг, ᠭᠤᠷᠪᠠᠨᠪᠤᠯᠠᠭ ᠰᠤᠮᠤ) — сомон аймака Булган, Монголия.
Центр сомона — посёлок Авзага находится в 140 километрах от города Булган и в 270 километрах от столицы страны — Улан-Батора.
Есть школа, больница, торгово-культурные центры.

## География
По территории сомона протекают реки Тарна, Чулуут и Хаяс. Возвышаются горы Цэцэрлэг (1962 метров), Авзага, Очирт. Здесь водятся волки, лисы, корсаки, олени и другое.
Климат резко континентальный. Средняя температура января −20 °С, июля +18 °С. Годовая норма осадков составляет 300 мм.

## Известные уроженцы
- Равжирын Равжир (1915 — ?) — монгольский учёный и писатель.